# Поло, Тери
Тере́за Эли́забет «Те́ри» По́ло (англ. Theresa Elizabeth "Teri" Polo; род. 1 июня 1969, Довер, Делавэр, США) — американская актриса известная ролью Пэм Бёрнс в трилогии «Знакомство с родителями», «Знакомство с Факерами» и «Знакомство с Факерами 2».

## Биография
Тереза Элизабет Поло родилась в городе Довер (штат Делавэр) в семье разработчика стереосистем Винсента Поло. С раннего детства занималась балетом и посещала Школу балетных искусств в Нью-Йорке. В 1997 году вышла замуж за фотографа Энтони Мура (англ. Anthony Moore). Брак закончился разводом в 2005 году. В 2006 году на съёмках Тери Поло познакомилась с барабанщиком Джеми Волламом (англ. Jamie Wollam). У Поло двое детей: сын от Мура и дочь от Воллама.

## Карьера
Теледебют Тери Поло состоялся в драматическом сериале «TV 101». В 1990 году она снялась в роли Кристин Даэ в многосерийном фильме «Призрак Оперы». Затем последовала роль детектива Эш в телесериале «Brimstone», а также роль Мишель Шадовски в популярном сериале «Северная сторона» (последний сезон).
В 2005 году Тери Поло снялась для обложки Playboy. Съёмки были приурочены к выходу фильма «Знакомство с Факерами», в котором Тери Поло сыграла главную женскую роль. В 2009 году Тери снялась в главной роли в мелодраме «В ожидании чуда», где её партнёрами по фильму были Джейсон Пристли и Чич Марин.
В 2010 году вышло продолжение фильмов «Знакомство с родителями» и «Знакомство с Факерами» с Тери Поло в роли Пэм Факер.
В разные годы она появлялась в эпизодических ролях и как приглашённая звезда в телесериалах «Практика», «4исла», «Ночь спорта», «Фрейзер», «Медиум», «Закон и порядок: Лос-Анджелес», «Касл» и «Мыслить как преступник».
Поло играла главную роль в сериале «Фостеры», рассказывающем об однополой паре и их детях, c 2013 года.

## Номинации и награды
- 1995 — номинация на Премию Гильдии киноактёров США в категории «Лучший актёрский состав в комедийном сериале» за роль в сериале «Северная сторона».
- 2001 — номинация на премию «Blockbuster Entertainment Awards» в категории «Лучшая актриса» за роль в фильме «Знакомство с родителями».
- 2006 — номинация на Премию Гильдии киноактёров США в категории «Лучший актёрский состав в драматическом сериале» за роль в сериале «The West Wing».

## Фильмография
| Год       |    | Русское название            | Оригинальное название    | Роль                                   |
| --------- | -- | --------------------------- | ------------------------ | -------------------------------------- |
| 1986      | с  |                             | Loving                   | Кристин Ларсен                         |
| 1988—1989 | с  |                             | TV 101                   | Аманда Хэмптон                         |
| 1990      | тф | Призрак Оперы               | The Phantom of the Opera | Кристин Даэ                            |
| 1990      | тф |                             | People Like Us           | Жустин Альтемус Слаткин                |
| 1991      | ф  |                             | Born to Ride             | Берил Энн Деверс                       |
| 1991      | ф  | Таинственное свидание       | Mystery Date             | Джина Мэттьюс                          |
| 1992      | ф  |                             | Passed Away              | Рэйчел Сканлан                         |
| 1993      | ф  | Эспен — самый сложный спуск | Aspen Extreme            | Робин Хэнд                             |
| 1993      | ф  |                             | Quick                    | Куик                                   |
| 1993      | ф  | Дом духов                   | The House of the Spirits | Роза дель Валле                        |
| 1994      | ф  | Золотые ворота              | Golden Gate              | Синтия                                 |
| 1994      | с  | Строго на юг                | Due South                | Стефани Кэбот                          |
| 1994      | с  |                             | Tales from the Crypt     | Шейла                                  |
| 1994—1995 | с  | Северная сторона            | Northern Exposure        | Мишель Шодовски Капра                  |
| 1995      | с  | Надежда Чикаго              | Chicago Hope             | Сара Джейн Петти                       |
| 1996      | ф  | Прибытие                    | The Arrival              | Шэр                                    |
| 1996      | тф |                             | Full Circle              | Таня Робертс                           |
| 1997      | тф |                             | Van Helsing Chronicles   | Хелена Харкер                          |
| 1997      | тф |                             | A Prayer in the Dark     | Джанет Хейворт                         |
| 1997      | тф | Дом Франкенштейна           | House of Frankenstein    | Грейс Докинз                           |
| 1998      | тф |                             | Texarkana                | женщина                                |
| 1998      | тф |                             | A Father for Brittany    | Ким Люссьер                            |
| 1998      | с  |                             | The Outer Limits         | Салли Маккой                           |
| 1998      | тф |                             | The Marriage Fool        | Сьюзан Прескот                         |
| 1998—1999 | с  |                             | Brimstone                | Ашур Бадакту/детектив сержант Делия Эш |
| 1999      | с  |                             | Sugar Hill               | женщина                                |
| 1999      | с  | Фелисити                    | Felicity                 | Мегги Шервуд                           |
| 1999—2000 | с  | Ночь спорта                 | Sports Night             | Ребекка Уиллс                          |
| 2000      | ф  | Знакомство с родителями     | Meet the Parents         | Пэм Бернс                              |
| 2000      | с  | Фрейзер                     | Frasier                  | Эбби Майклс                            |
| 2001      | ф  | Грехи отца                  | The Unsaid               | Барбара Лониган                        |
| 2001      | ф  | Скрытая угроза              | Domestic Disturbance     | Сьюзан                                 |
| 2002      | ф  |                             | Second String            | Конни Хеллер                           |
| 2003      | ф  | За гранью                   | Beyond Borders           | Шарлотта Джордан                       |
| 2004      | ф  | Знакомство с Факерами       | Meet the Fockers         | Пэм Бернс                              |
| 2007      | ф  | Правда и ничего кроме       | Full of It               | Миссис Моран                           |
| 2009      | ф  |                             | 2:13                     | Amanda Richardson                      |
| 2009      | ф  | Врата                       | The Hole                 | Сьюзан Томпсон                         |
| 2009      | ф  |                             | The Beacon               | Брин Шо                                |
| 2010      | ф  | Знакомство с Факерами 2     | Little Fockers           | Пэм Факер                              |
| 2011      | ф  |                             | Beyond                   |                                        |
| 2012      | ф  | Сердце рождества            | Christmas Angel          |                                        |
| 2013—2018 | с  | Фостеры                     | The Fosters              | Стеф Фостер                            |